# Ronde van Emilia 1940
De 26ste editie van de wielerwedstrijd Ronde van Emilia vond plaats op 13 oktober 1940. De wedstrijd startte in Bologna en finishte 100,6 kilometer later in Bologna. De Italiaan Osvaldo Bailo won de wedstrijd.

## Uitslag
| Plaats  | Naam              | Ploeg   | Tijd     |
| ------- | ----------------- | ------- | -------- |
| Winnaar | Osvaldo Bailo     | Gerbi   | 2u24'54" |
| 2       | Mario Ricci       | Legnano | z.t.     |
| 3       | Pietro Rimoldi    | Olympia | z.t.     |
| 4       | Walter Generati   | Gloria  | z.t.     |
| 5       | Elvezio Palla     |         | z.t.     |
| 6       | Aimone Landi      | Lygie   | z.t.     |
| 7       | Carmine Saponetti | Olympia | z.t.     |
| 8       | Aldo Ronconi      | Legnano | z.t.     |
| 9       | Fausto Coppi      | Legnano | + 0’39"  |
| 10      | Mario Vicini      | Bianchi | z.t.     |

Mannen:
1909 · 1910 · 1911 · 1912 · 1913 · 1914 · 1915 · 1916 · 1917 · 1918 · 1919 · 1920 · 1921 · 1922 · 1923 · 1924 · 1925 · 1926 · 1927 · 1928 · 1929 · 1930 · 1931 · 1932 · 1933 · 1934 · 1935 · 1936 · 1937 · 1938 · 1939 · 1940 · 1941 · 1942 · 1943 · 1944 · 1945 · 1946 · 1947 · 1948 · 1949 · 1950 · 1951 · 1952 · 1953 · 1954 · 1955 · 1956 · 1957 · 1958 · 1959 · 1960 · 1961 · 1962 · 1963 · 1964 · 1965 · 1966 · 1967 · 1968 · 1969 · 1970 · 1971 · 1972 · 1973 · 1974 · 1975 · 1976 · 1977 · 1978 · 1979 · 1980 · 1981 · 1982 · 1983 · 1984 · 1985 · 1986 · 1987 · 1988 · 1989 · 1990 · 1991 · 1992 · 1993 · 1994 · 1995 · 1996 · 1997 · 1998 · 1999 · 2000 · 2001 · 2002 · 2003 · 2004 · 2005 · 2006 · 2007 · 2008 · 2009 · 2010 · 2011 · 2012 · 2013 · 2014 · 2015 · 2016 · 2017 · 2018 · 2019 · 2020 · 2021 · 2022 · 2023 · 2024
Vrouwen:
2014 · 2015 · 2016 · 2017 · 2018 · 2019 · 2020 · 2021 · 2022 · 2023 · 2024